# اسمولا
اسمولا (به لاتین: Smøla) یک شهرستان نروژ در نروژ است که در مور او رومسدال واقع شده‌است.

## خصوصیات
اسمولا ۲۸۱٫۸۲ کیلومترمربع مساحت و ۲٬۱۸۰ نفر جمعیت دارد.